# Peter Schmitz (Schriftsteller)
Peter Schmitz (* 27. Dezember 1887 in Eupen; † 4. Februar 1938 ebenda) war ein belgischer Schriftsteller, Journalist, Kunsthändler und Geheimagent aus dem Grenzgebiet Eupen-Malmedy. Mit Golgatha (1937) schrieb er den einzigen in Belgien veröffentlichten Roman zum Ersten Weltkrieg in deutscher Sprache.

## Künstler und Soldat
Peter Schmitz war nach einer Ausbildung als Holzschnitzer beim Bildhauer Christian Stüttgen als Künstler und Kunsthändler in seiner Heimatstadt Eupen tätig. 1907 absolvierte er seinen Militärdienst und erlebte den Ersten Weltkrieg als Freiwilliger in den Schützengräben Nordfrankreichs. Dort wurde er mehrmals verwundet, interniert und 1918 schließlich „für Arbeitszwecke“ entlassen.

## Journalistische Tätigkeit
Nachdem Eupen-Malmedy aufgrund des Versailler Vertrags Belgien zugesprochen worden war, wurde er Mitbegründer des örtlichen Geschichtsvereins (dessen zeitweiliger Präsident er war) sowie des Liberalen Verbandes in Eupen. Von Anfang an engagierte er sich für die ‚pro-belgischen‘ Zeitungen der Region, die den allmählich wieder aufkommenden Militarismus in Deutschland und die deutsche Subversionsarbeit in seiner Heimat publizistisch bekämpften. Dazu gehörten die Monatszeitung L’Invalide und das noch heute existierende Grenz-Echo, die beide Beziehungen zur deutschen Friedensbewegung pflegten. So publizierten Heinz Kraschutzki und Berthold von Deimling im Grenz-Echo, und L’Invalide übernahm bisweilen kritische Beiträge aus Das Andere Deutschland.

## Wirken als Schriftsteller
Vorerst Autor von lokalhistorischen Erzählungen verfasste Schmitz, beeinflusst durch die Lektüre von Ludwig Renns Krieg und Erich Maria Remarques Im Westen nichts Neues, ab 1931 seinen Antikriegsroman Bataillon Eupen-Malmedy, der in Serienform in der ostbelgischen Ausgabe von L’Invalide abgedruckt wurde und zu seiner Aufnahme in die Association des Écrivains Combattants belges  (AECb) führte. Da eine Veröffentlichung im nationalsozialistischen Deutschland quasi unmöglich war, erschien das Werk 1937 im kleinen Eupener Paul Kaiser Verlag in überarbeiteter Buchform unter dem Titel Golgatha. Die antimilitaristische Botschaft ist unübersehbar. „Wohl noch nie“, urteilte damals der Pazifist Prof. Dr. Birgel, „wurde ein Buch geschrieben, das in so packender Weise die Unmenschlichkeit des Kriegsirrsinns aufzeichnet und charakterisiert. Kein bisher erschienenes Werk ist geeigneter, den Abscheu gegen den Krieg in die breite Volksmasse zu tragen wie das neue Buch Golgatha.“

## Geheimdienstliche Agententätigkeit
Parallel zu seinen journalistischen, schriftstellerischen und künstlerischen Aktivitäten entwickelte sich Schmitz ab Beginn der 1930er Jahre zu einer Schlüsselfigur für die belgischen, französischen und britischen Geheimdienste, indem er Unteragenten aussandte, um Informationen über die geheime Aufrüstung des ‚Dritten Reiches‘ einzuholen. Die Gestapo überwachte ihn ab 1936 und nur wenige Wochen vor seinem verfrühten Tode wurde er gemeinsam mit Rodolphe Lemoine, einem seiner Auftraggeber, auf die Sonderfahndungsliste gesetzt.

## Buchvernichtung und Grabschändung
Nach dem Einmarsch der Wehrmacht in Belgien am 10. Mai 1940 wurde seine Witwe mehrmals verhört, seine Tochter in ein Arbeitslager geschickt und sein Grab in einer Nacht-und-Nebel-Aktion vom Ehrenfriedhof der Stadt entfernt. Alle auffindbaren Exemplare des Romans wurden vernichtet, so dass Werk und Autor nahezu in Vergessenheit gerieten.

## Werke
- Die Mainacht. Eine Bockreitergeschichte. Tilgenkamp, Eupen 1921.
- Held Höckerlein. In: Eupener Nachrichten, Januar 1928.
- Bataillon Eupen-Malmedy. In: L’Invalide, 1931–32; 1937–38.
- Golgatha. Ein Kriegsroman. Paul Kaiser Verlag, Eupen 1937.
- Golgatha. Ein Kriegsroman, Neuauflage mit einer Einleitung von Philippe Beck, mit einem Nachwort von Helmut Donat, Donat Verlag, Bremen 2014, ISBN 978-3-943425-32-1[14]